# Diphlebia hybridoides
Diphlebia hybridoides là loài chuồn chuồn trong họ Philogangidae. Loài này được Tillyard mô tả khoa học đầu tiên năm 1912.

## Hình ảnh

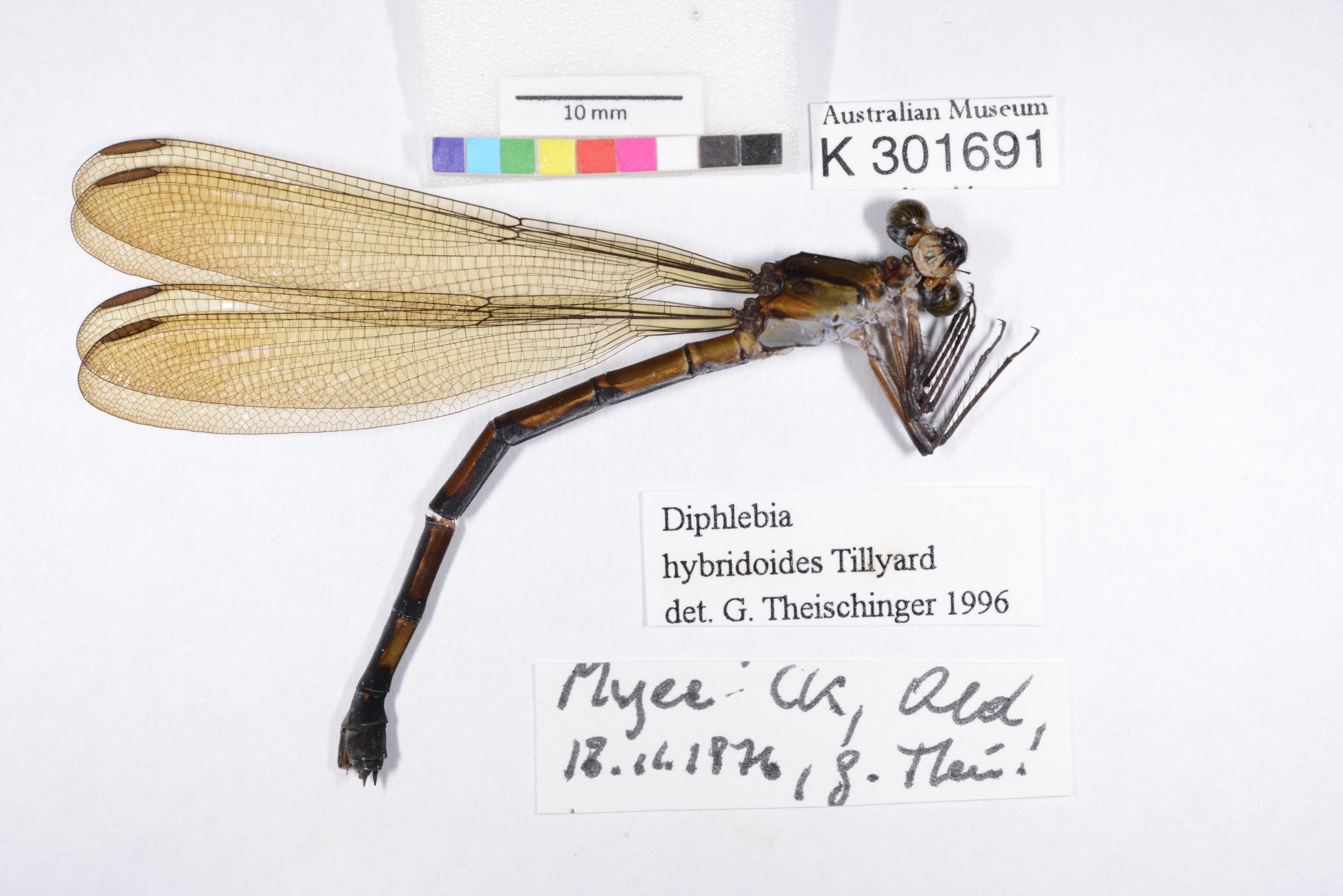